# モチェ文化

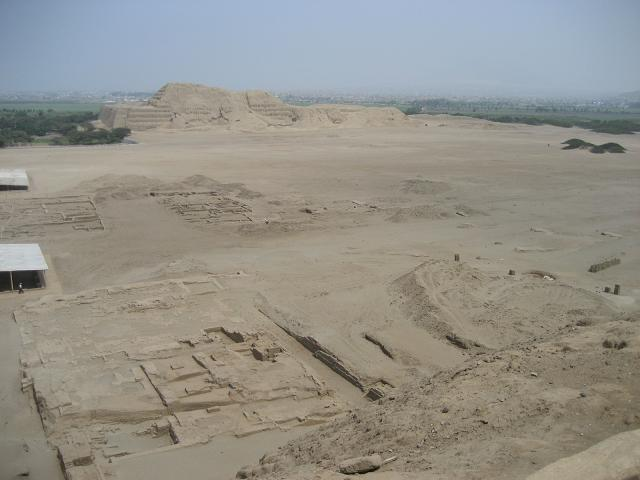
モチェ遺跡の全景。奥に見えるのがワカ・デル・ソル（太陽のワカ）

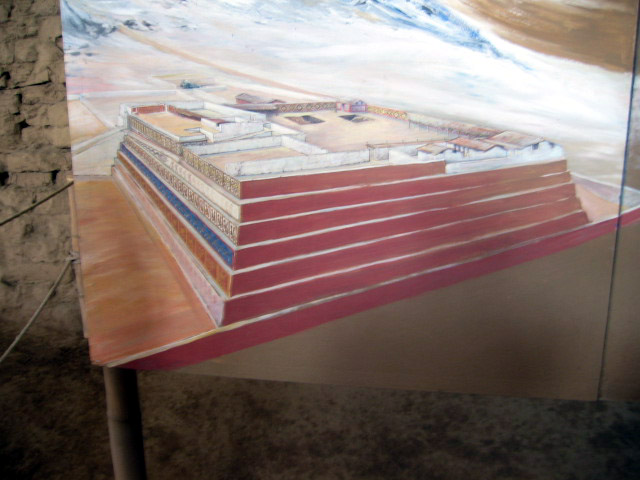
ワカ・デラ・ルナ（月のワカ）の復元想像図

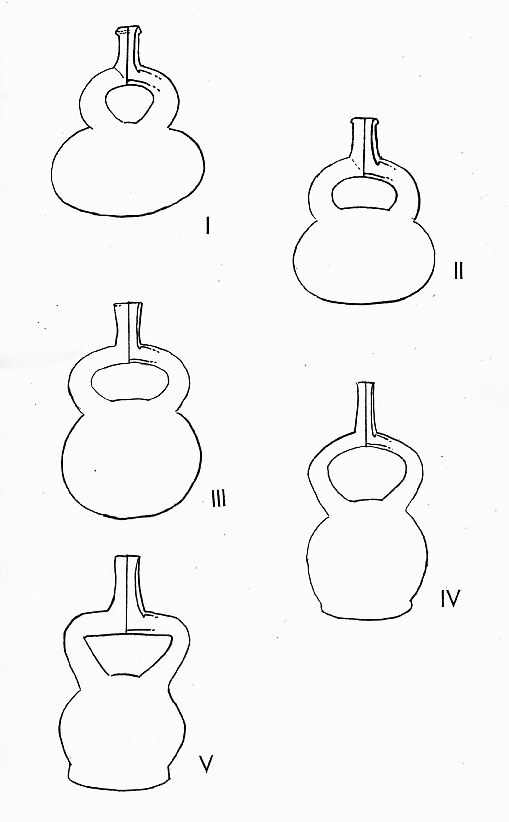
ラルコ・オイレによる鐙型注口土器の五区分編年。

モチェ文化（モチェぶんか；Moche）は、ペルー北海岸にそそぐモチェ川から名称をとられた紀元前後からA.D.700頃まで繁栄したインカに先行するプレ・インカと呼ばれる高度な文化のひとつである。「モチーカ」と呼ばれることも多いが研究者の間では、スペイン人到着時に北海岸の住民が話していた言葉（ムチック語)の名称ということで避ける傾向が強い。モチェは、美しく彩色され、写実的に人面、動物、作物などを象った鐙型注口土器と黄金やトゥンバガ（金、銀、銅、砒素の低カラット合金）細工などのすばらしい副葬品で知られる。モチェ文化が繁栄したのは、モチェ川のほか、その北方を流れるラ・レチェ川流域から南は中部海岸のワルメイ川流域までの500kmの範囲に及んで、一つか二つの谷にまたがるいくつかの国家の形態をなしていたと考えられている。

## 生業
モチェの人々は、灌漑農業を行っていて数キロメートルにわたる運河が建設されることも珍しくなく、ラ・クンブレの運河と呼ばれるものは、110km以上にも達した。また数百立方メートルにも及ぶ貯水槽なども造られた。栽培された植物は、とうもろこし、豆、ピーナッツ、ジャガイモおよびチューニョ（乾燥ジャガイモ）、唐辛子、タピオカの甘い種類、ヒョウタン、キュウリなどであり、多くは、土器にもかたどられている。また、とうもろこしからつくられるチチャ酒も造られていた。漁業、狩猟、採集、交易も行われ、狩猟の様子は土器にも描かれた。家畜のモルモットやアヒルが食糧だったこと、葦舟で漁を行ったことなどが知られている。

## 編年
モチェの編年は、I期からV期にわけられ、ラファエル・ラルコ・オイレによる鐙型注口土器の形態によって知られてきた。その絶対年代については、定説はない。しかし、島田泉は、I期は、紀元前後からA.D.200頃、II期は、A.D.200～A.D.300頃、III期は、A.D.300～A.D.450頃、IV期は、A.D.450～A.D.550頃、V期は、A.D.550～A.D.700頃においている。

## 支配体制の変遷及び滅亡
モチェの支配体制については、旧来は、モチェ川の政体が南北に勢力を徐々に伸ばして統一的に広がって行くと考えられていたが、最近は、ランバイェケ川流域のシパン（Sipan）、ヘケテペケ川流域のラ＝ミナ(LaMina)などの発掘調査が進んで、I期～III期の遺跡が調査されることによってモチェ像が変わってきた。
最近は、島田泉による説とマイケル＝モーズリー (Moseley) による説が有力である。島田説は、I期からモチェ川の政体は、「太陽のワカ」「月のワカ」と呼ばれる神殿ピラミッドの建設がアドベ（日干しレンガ）で建設され始めた。一方で北側に位置するランバイェケ川上流の政体が台頭しつつあった。両者は共通の観念や工芸技術を持ち、共存する形で発展をしつづけた。III期になるとモチェ川の政体は、南側にある各河谷の政体を従え、ランバイェケの政体は、下流域まで勢力を伸ばす。IV期になると、モチェ川の政体は、ランバイェケの政体をしたがえた。これについては、土器や建造物に北側の政体に見られた特徴が消失し、新しい建物が建てられていることを証拠としてあげる。モーズリー説は、南側は、モチェ川の政体による直接支配で、ランバイェケは間接的に支配されたと考える説である。
なお、モチェV期になると「太陽のワカ」と「月のワカ」は放棄されてしまい、より上流に区画された幾何学的な構造を持つ都市遺跡であるガリンドが建設された。また、ランバイェケでもよく似た構造を持つパンパ・グランデの都市が建設される。ただし、パンパ＝グランには、ワカ＝フォルタレサという高さ55mに及ぶピラミッドが建設された。この変化については、幾何学的な区画構造をもつ都市遺跡で知られるワリの侵入説が1960年代に唱えられていたが、現在は、6世紀後半の気候変動による乾燥化であろうと考えられている。またモチェV期には、写実的な象形土器はつくられず、器面全体を複雑な儀式や宗教的なシンボルの繰り返しのようなモノトーンな図像で埋め尽くすような土器が作られた。
モチェの滅亡は、ワリの侵略などではなく、テオティワカンや古典期のマヤがそうであったと考えられているように内部の反乱などによって自壊していったと推定する研究者もいる。
オハイオ州立大学の地質学者ロニー・トンプソンは、1980年代にアンデス山脈で採掘したアイスコア（氷床コア）と呼ばれる氷の層を調べることで、歴史上においてもエルニーニョという異常気象がおこった時期がわかることを発見した。エルニーニョが引き起こす異常気象は歴史上の文明の衰亡とも関係づけられるとされる。モチェ文化の滅亡前にも最大級のエルニーニョ現象があったことがわかり(565年-600年)、関連が指摘されている。

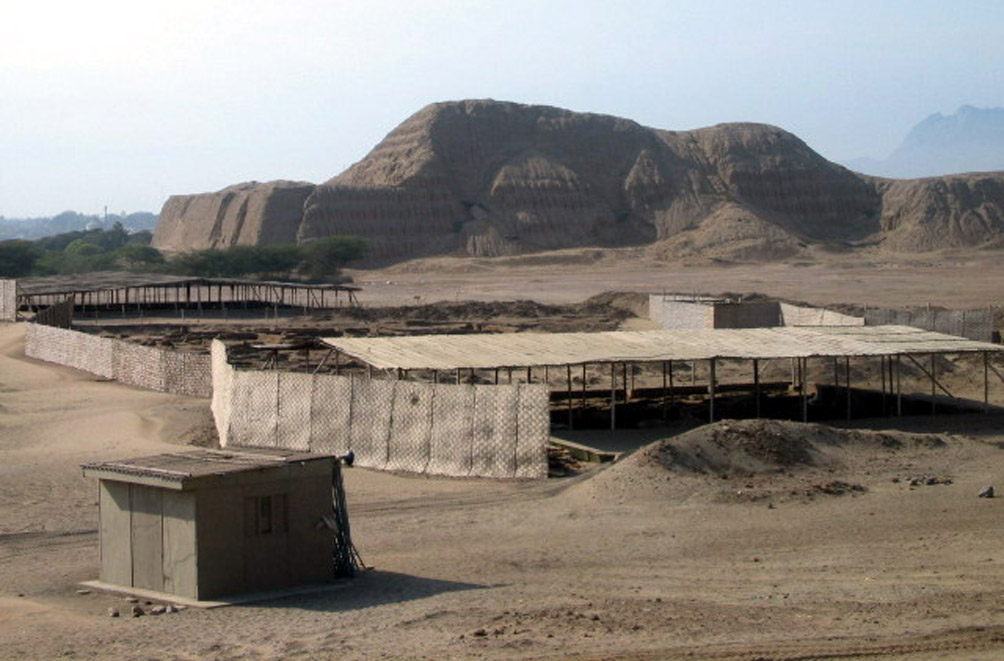
太陽のワカ
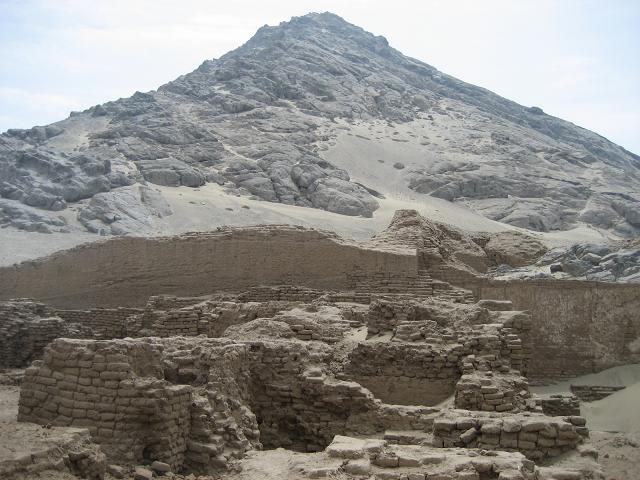
モチェ遺跡の月のワカ。太陽のワカと対になるように配置されている。極彩色に塗られた美しい漆喰レリーフで知られる。背後の三角形の山はセロ・ブランコと呼ばれている。
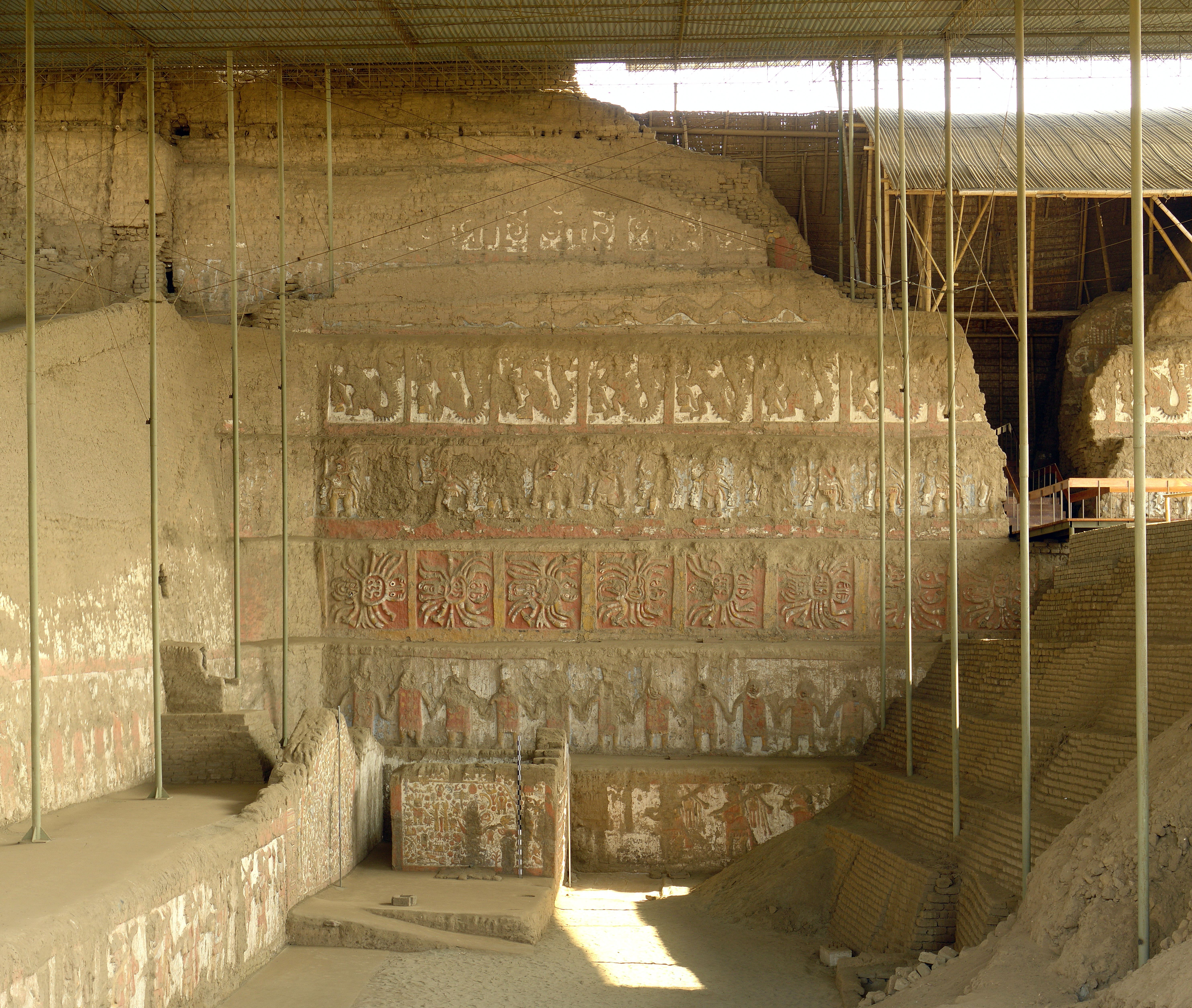
月のワカの彩色レリーフ。
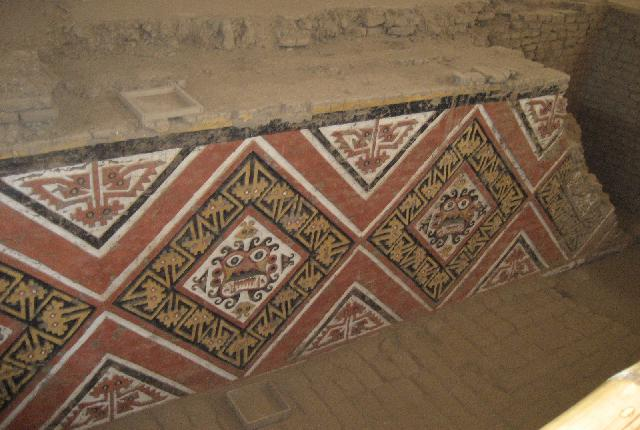
月のワカの彩色レリーフ。モチェIV期,A.D.500頃。
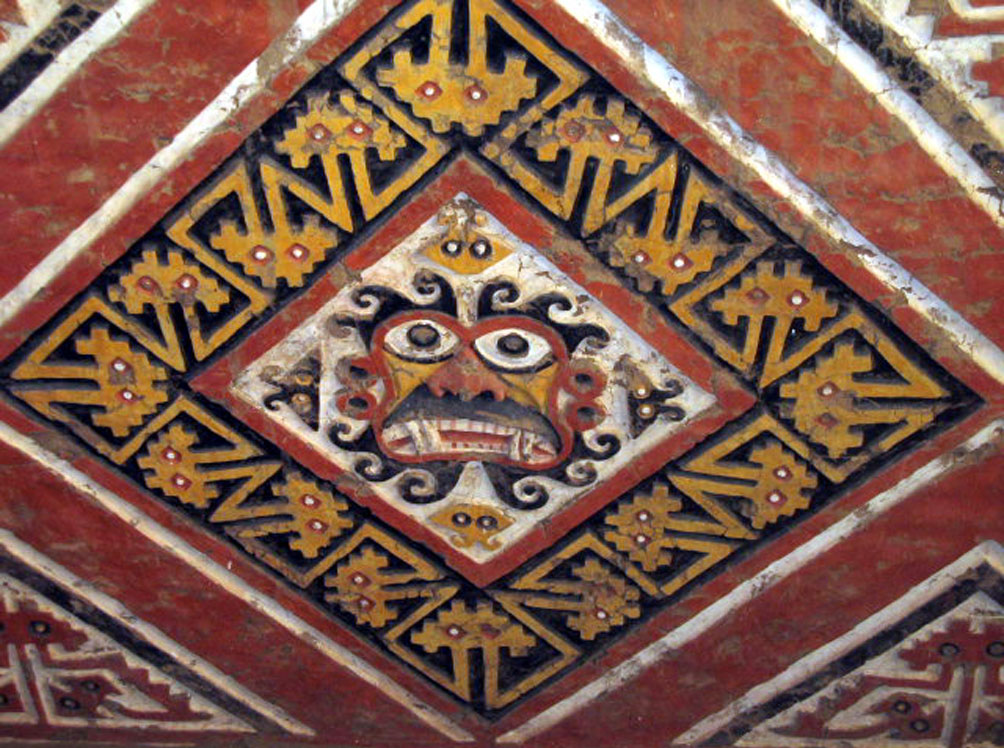
月のワカの彩色レリーフの一部拡大写真。生贄がこの神のためにささげられたと考えられている。